# Szkoła Podstawowa im. Jana Pawła II w Tłuszczu
Szkoła Podstawowa im. Jana Pawła II w Tłuszczu – ośmioletnia szkoła podstawowa w mieście Tłuszcz. Dawniej szkoła nosiła imię Władimira Komarowa.

## Kalendarium
- 1867 – w Tłuszczu została powołana elementarna szkoła rządowa[1].
- 1918 – 1935 – szkoła funkcjonuje w bardzo trudnych warunkach lokalowych i mieści się w kilku wynajętych pomieszczeniach na terenie Tłuszcza ze względu na zwiększającą się liczba uczniów, ponadto rozrasta się z czteroklasowej w siedmioklasową szkołę podstawową.
- 1935 – zostaje oddany do użytku nowo wybudowany budynek szkolny przy ulicy Warszawskiej.
- 1939 – 1944 – w czasie okupacji hitlerowskiej nauczanie podstawowe odbywa się, ale pod nadzorem Niemców, trwa jednocześnie nauczanie tajne przedmiotów
- 1944 – pod koniec września w wyzwolonym Tłuszczu zostaje wznowione nauczanie dzieci. Nauka odbywa się w trudnych warunkach powojennych w ocalałym budynku przy ulicy Warszawskiej.
- 1948 – wprowadzono jednolitą siedmioklasową szkołę podstawową połączoną z czteroletnim liceum ogólnokształcącym.
- 1961 – istnieje Komitet Budowy Szkoły pod kierownictwem Stanisława Kuchny.
- 1965 – szkoła zostaje przeniesiona do nowego budynku przy ulicy Kościelnej 1, którego budowa trwała zaledwie ponad rok: od kwietnia roku 1964 do października roku 1965.
- 1967 – struktura szkoły została przekształcona z siedmio- na ośmioklasową szkołę podstawową
- 1968 – szkoła pozyskała patrona i otrzymała nazwę: Szkoła Podstawowa im. Władimira Komarowa w Tłuszczu.
- 1970 – wybudowano i oddano do użytku pracownię zajęć technicznych, mały budynek obok szkoły.
- 1975 – wraz ze zmianą administracji państwowej szkoła w Tłuszczu należy do województwa ostrołęckiego.
- 1981 – w szkole, podobnie jak w całej Polsce, wprowadzone są rygory stanu wojennego.
- 1984 – zostaje rozwiązana Zbiorcza Szkoła Gminna a powołany Gminny Inspektorat Szkół. Inspektorem został Wincenty Szydlik a zastępcami kolejno: Hanna Łopata potem Ewa Franczuk.
- 1989 – zamordowany zostaje ks. Sylwester Zych, w 1979 roku zaangażowany w życie szkoły.[2]
- 1990 – nauczyciele, uczniowie i rodzice podjęli uchwałę o zaprzestaniu używania imienia Władimira Komarowa, odtąd szkoła nosi nazwę Szkoła Podstawowa w Tłuszczu.
- 1993 – dla dzieci szkolnych przy Centrum Kultury w Tłuszczu powstała świetlica środowiskowa.
- 1994 – odbył się pierwszy uroczysty zjazd nauczycieli Antoniego Grzelaka, wieloletniego kierownika szkoły w latach 1933 – 1965.
- 1995 – w grudniu został oddany do użytku szkoły rozbudowany, wyremontowany i nowocześnie wyposażony budynek do zajęć techniki.
- 1996 – od 1 stycznia zwierzchnictwo w sprawach organizacyjnych i gospodarczych nad szkołą przejęła gmina, sprawy edukacyjne pozostały w resorcie oświaty. Pierwszym burmistrzem sprawującym nadzór nad szkołą jest Tadeusz Pietrzyk.
- 1997 – szkoła posiada pierwsze 9 komputerów, rozpoczyna się komputeryzacja szkoły w procesie nauczania.
- 1998 – w październiku nauczyciel wychowania fizycznego Sławomir Klocek zostaje burmistrzem i sprawuje bezpośredni nadzór nad szkołą.
- 1999 – ponowna zmiana administracji państwowej sprawia, że szkoła znajduje się w powiecie wołomińskim a województwie mazowieckim, siedziba władz oświatowych mieści się w Warszawie.
- 1999 – 12 marca Rada Gminy podjęła uchwałę w sprawie przekształcenia struktury szkoły ośmioklasowej w sześcioklasową szkołę podstawową. W tym roku i w następnym szkołę opuściło dwa poziomy absolwentów: po ukończeniu klasy szóstej i ósmej.
- 1999 – w budynku szkoły do roku 2001 mieści się również gimnazjum.
- 2004 – szkoła wróciła do tradycji sportowych, restytuując klasy usportowione, poczynając od klas czwartych.
- 2005 – dnia 11 maja Rada Miejska podjęła uchwałę o nadaniu szkole imienia Jana Pawła II i odtąd pełna nazwa szkoły przedstawia się następująco: Szkoła Podstawowa im. Jana Pawła II w Tłuszczu.
- 2006 – dnia 18 maja odbyła się wielka gala szkolna poświęcona nadaniu szkole imienia Jana Pawła II, w czasie której dokonano odsłonięcia tablicy pamiątkowej i poświęcenia sztandaru szkoły.
- 2006 – od września istnieje w szkole Szkolne Centrum Informacji.
- 2006 – dnia 15 października odbyło się uroczyste poświęcenie placu pod budowę nowej hali sportowej oraz podpisanie i wbetonowanie Aktu Erekcyjnego.
- 2007 – dzień 18 maja ustanowiono Dniem Patrona, w tym roku szkoła obchodzi to święto po raz pierwszy.
- 2014 – uroczyste otwarcie nowej Hali Gimnastycznej przy szkole
- 2017 – odbywa się huczny jubileusz 150-lecia szkoły w Tłuszczu
- 2017 – w wyniku reformy oświaty sześcioklasowa szkoła podstawowa zmienia się stopniowo w siedmioklasową i w ośmioklasową (od 2018 roku)[1]

## Kierownicy i dyrektorzy szkoły
- Włodzimierz Charżewski[3]
- Wacław Ołdak (1918 – 1929)[3]
- Stanisław Kuchna (1929 – 1933)[3]
- Antoni Grzelak (1933 – 1965)[3]
- Bohdan Wnuk (1965 – 1990)[3]
- Andrzej Wójcik (1990 – 1992)[3]
- Władysław Krysik (1992 – 2011)[3]
- Beata Dzięcioł (od 2011)[3]
- Sławomir Jan Klocek (od 2021)